# Аварія (фільм, 1965)
«Аварія» — радянський чорно-білий детективний художній фільм, поставлений на кіностудії «Ленфільм» в 1965 році режисерами Олександром Абрамовим і Наумом Бірманом. Прем'єра фільму в СРСР відбулася 12 липня 1965 року.

## Сюжет
Шофер Паначук поспішає до районного центру, селище Гірськ. Незважаючи на поспіх і видиму нервозність, по дорозі він бере «лівих» пасажирів. У селищі до нього підходить міліціонер, якому Паначук повідомляє, що бачив за кермом «Москвича», який розбився на дорозі, загинувшого селищного лікаря. Пізніше на ім'я молодого районного прокурора Чижова приходить анонімний лист, в дійсності написаний Іваном Єрмолайовичем — літньою людиною, в будинку якого цей же районний прокурор знімає кімнату. Іван Єрмолайович, що має скандальний характер, був одним з пасажирів, яких підвозив Паначук. В анонімному листі він звинуватив шофера в пияцтві за кермом і аварії, що призвела до загибелі селищної лікаря. Чижов швидко розкручує версію вбивства з необережності, однак підлеглий Чижову літній слідчий прокуратури не поспішає з написанням обвинувального висновку. Чижова обумовлює же Іван Єрмолайович, звинувативши його у зв'язку зі своєю падчеркою Галиною, вагітної від іншого чоловіка, яка соромиться сказати правду. Галина безслідно зникає: всі вважають, що вона наклала на себе руки через Чижова. Чижова усувають з посади, йому ніхто не вірить, він опиняється в тій же ситуації, що й Паначук. В характері Чижова відбувається зміна: він бачить в особі своїх обвинувачів самого себе. Літній адвокат, з яким Чижов раніше часто конфліктував, жаліє його. Він знаходить виїхавшу до батька своєї майбутньої дитини Галину, яка на той час вже вийшла за нього заміж. Галина повідомляє слідству правду, Чижова відновлюють на посаді. Тим часом літній слідчий прокуратури знаходить справжнього винуватця аварії, їм виявляється водій схожої вантажівки, який спекулював краденими порожніми мішками. Паначука відпускають з-під слідства. У кінцівці фільму Паначук випадково підвозить прокурора і його дружину.

## У ролях
- Віктор Тарасов —  Чижов, районний прокурор
- Юрій Толубєєв —  слідчий Пилипенко
- Володимир Ратомський —  Іван Єрмолайович
- Микола Сергєєв —  Олексій Миколайович, адвокат
- Володимир Кашпур —  шофер Паначук
- Ксенія Мініна —  Галина
- Аркадій Волгін —  Олексій, кавалер Галі
- Ігор Горбачов —  Іван Федорович, заступник прокурора області
- Ірина Зарубіна —  Дар'я Степанівна Ушакова
- Гелій Сисоєв —  Михайло Кузнецов, помічник прокурора
- А. Юрова —  мати Паначука
- Юхим Копелян —  Григорій Іванович

## Знімальна група
- Автор сценарію —  Володимир Померанцев
- Режисери —  Олександр Абрамов,  Наум Бірман
- Головний оператор —  В'ячеслав Фастович
- Художники —  Олександр Блек,  Дмитро Рудой
- Режисер —  Наталія Трощенко
- Композитор —  Борис Клюзнер